# Moron Phillip
Moron Phillip (ur. 19 marca 1992) – piłkarz grenadyjski grający na pozycji pomocnika. Jest wychowankiem klubu Carib Hurricane.

## Kariera klubowa
Karierę piłkarską Phillip rozpoczął w klubie Carib Hurricane. W jego barwach zadebiutował w 2010 roku w pierwszej lidze grenadyjskiej i od czasu debiutu jest jego podstawowym zawodnikiem.

## Kariera reprezentacyjna
W reprezentacji Grenady Phillip zadebiutował 27 marca 2011 roku w zremisowanym 0:0 towarzyskim meczu z Saint Kitts i Nevis. W tym samym roku został powołany do kadry na Złoty Puchar CONCACAF 2011.